# Лоран, Витальен
Витальен Лоран (фр. Vitalien Laurent; в миру — Луи Оливье Филипп) (26 мая 1896, Сене — 21 ноября 1973, Париж) — французский византинист, историк Церкви, монах ордена августинцев-ассумпционистов.
Учился в Ландерно, Ле-Бизе, Тентиньи, Люксембурге, Лувене и ассумпционистской Высшей школе практических исследований в Стамбуле. В 1926 году получил докторскую степень в Папском восточном институте в Риме. 
14 сентября 1913 года стал монахом. 27 июня 1924 года в Стамбуле был возведён в священнический сан. 
Сотрудничал с журналом «Échos d'Orient» в Турции. В 1930 году стал главным редактором журнала (в 1943—1945 назывался «Études byzantines»). В 1935 году переехал с редакцией в Бухарест, а в 1947 году — в Париж. Также провёл много времени в Польше. 
С 1939 года — член Общества византийских исследований (Греция), с 1940 года — почетный член Румынской АН, с 1944 года — почетный член ордена Британской империи, с 1946 года — член Академии политических и социальных наук США, с 1972 года — член-корреспондент АН Греции.
С 1958 года — профессор Национального центра научных исследований Франции.
Научные работы посвящены церковной истории XIII века.